# Pueblo abisanga
El pueblo abisanga es de origen bantú. Ocupa territorios de la República Democrática del Congo en la depresión del río Uelé y parte de las regiones contiguas de la prefectura de Mbomu y el río del mismo nombre en la República Centroafricana.
Es un pueblo agricultor con explotaciones de café y algodón. Complementan su economía con la ganadería.